# Борово (Псковская область)
Борово — деревня в Великолукском районе Псковской области России. Входит в состав сельского поселения «Пореченская волость».
Расположена в 38 км к югу от райцентра Великие Луки и в 7 км к юго-западу от волостного центра Поречье.

## Население
Численность населения деревни по состоянию на 2000 год составляла 9 жителей, на 2010 год — 7 жителей.